# Boris Galërkin
Boris Grigor'evič Galërkin (in russo Борис Григорьевич Галёркин?; Polack, 20 febbraio 1871 – Mosca, 12 luglio 1945) è stato un matematico e ingegnere sovietico.

## Biografia

### Primi anni
Galerkin è nato il 20 febbraio del 1871 (per il calendario giuliano) a Polotsk, Governatorato di Vitebsk, Impero russo, ora parte della Bielorussia, da genitori ebrei, Girsh-Shleym (Hirsh-Shleym) Galerkin e Perla Basia Galerkina. I suoi genitori possedevano una casa in città, ma la costruzione non portava abbastanza soldi, quindi all'età di 12 anni Boris iniziò a lavorare come calligrafo in tribunale. Aveva finito la scuola a Polotsk, ma aveva ancora bisogno degli esami di un anno in più che gli garantiva il diritto di continuare l'istruzione a un livello superiore. Le superò a Minsk nel 1893, come studente esterno. Lo stesso anno si iscrive all'Istituto Tecnologico di San Pietroburgo, dipartimento di meccanica. A causa della mancanza di fondi Galërkin ha dovuto combinare lo studio presso l'istituto con il lavoro come disegnatore e le lezioni private. Ad un certo punto della sua vita, ha sposato Revekka Treivas, una seconda nipote. Non hanno avuto figli.

### Attività politiche e reclusione
Come molti altri studenti e tecnologi, era coinvolto in attività politiche e si unì al gruppo socialdemocratico. Nel 1899, anno della laurea presso l'istituto, divenne membro del Partito socialdemocratico russo (che sarebbe diventato il Partito Comunista dell'Unione Sovietica). Ciò fornisce una spiegazione plausibile per i suoi frequenti cambi di lavoro. I primi tre anni dopo la laurea, Galërkin è stato ingegnere presso la fabbrica russa dell'Unione meccanica e delle locomotive a vapore a Kharkov, mentre contemporaneamente insegnava ai lavoratori in corsi speciali. Dalla fine del 1903 fu ingegnere per la costruzione della China Far East Railway, sei mesi dopo divenne il capo tecnico della "fabbrica di caldaie e meccanica del Nord". Partecipò all'organizzazione dell'Unione degli ingegneri a San Pietroburgo e, nel 1905, fu arrestato per aver organizzato uno sciopero tra gli ingegneri. Nel 1906 divenne membro del Comitato di San Pietroburgo del Partito socialdemocratico e non lavorò altrove.
In prigione, conosciuta come "Kresty", perse interesse per le attività rivoluzionarie e si dedicò alla scienza e all'ingegneria, attività che i prigionieri di quel tempo potevano svolgere. E per di più, nel suo libro di lavoro è scritto che ha lavorato come ingegnere nella progettazione e nella costruzione della centrale elettrica della caldaia dal 1907. Questo fatto non è stato spiegato e Galërkin non amava ricordare agli altri la sua giovinezza rivoluzionaria. In seguito, nei questionari sovietici non avrebbe dato risposte chiare alle domande persistenti sull'appartenenza a partiti diversi. Certo, conosceva il destino dei vecchi membri del Partito, ma la ragione principale fu che era stato eletto al Comitato dai menscevichi (un gruppo di partito con opinioni non radicali, i cui membri furono successivamente accusati di attività rivoluzionarie e represse). La vita di Galerkin sarebbe potuta diventare il prezzo se questo fatto fosse diventato noto al pubblico.

### Accademico
Nello stesso anno viene pubblicato il suo primo lavoro scientifico dagli istituti "Transazioni". L'articolo era intitolato "Una teoria della curvatura longitudinale e un'esperienza dell'applicazione della teoria della curvatura longitudinale a telai a più piani, telai con giunzioni rigide e sistemi di telaio". La lunghezza del titolo era indicativa della lunghezza dell'opera stessa, 130 pagine. È stato scritto nella prigione "Kresty". Nell'estate del 1909 fece un viaggio all'estero per vedere costruzioni ed edifici che lo interessavano. Durante i quattro anni successivi, cioè prima della prima guerra mondiale, lui e molti altri membri del personale dell'Istituto visitarono l'Europa per stimolare i loro interessi scientifici. Galërkin ha visitato Germania, Austria, Svizzera, Belgio e Svezia.
Galerkin ha insegnato agli studenti del dipartimento di meccanica strutturale, cioè ha condotto esercizi e progettazione. Il docente era il professor V.L.Kirpichov - un famoso scienziato nel campo della meccanica e di per sé il capo della scuola scientifica meccanica di Pietroburgo. Tuttavia, la maggior parte dei membri ha lavorato anche nell'Istituto Politecnico, ad esempio: Ivan Bubnov, A.N. Krylov, I.V. Meshcherskiy e S.P. Timoshenko.
Dall'autunno 1911, Galërkin lavorò anche presso il Women's Polytechnical Institute. Nel 1913 lavorò alla progettazione del telaio metallico per una centrale elettrica per caldaie a San Pietroburgo, il primo edificio con telaio metallico sotto grandi carichi in Russia. Successivamente è stato considerato uno degli oggetti di ingegneria europei unici. Galërkin pubblica regolarmente i suoi lavori negli istituti "Transazioni" e dal 1915 - anche in Engineering News. Prima del 1915 i sistemi a perno erano al centro del suo interesse scientifico, in seguito iniziò la ricerca sulle piastre.
Nel 1915 Galerkin pubblicò un articolo in cui proponeva un'idea di un metodo approssimato per le equazioni differenziali, in particolare i problemi ai valori al contorno . Aveva applicato il suo metodo a un gran numero di problemi di analisi di pivot e piastre. Qualche tempo prima I.G.Bubnov sviluppò un approccio simile per la soluzione del problema variazionale, che interpretava come una variante dell'algoritmo del metodo Ritz. Le caratteristiche distintive del metodo di Galërkin erano le seguenti: non associava il metodo, da lui sviluppato, a nessuna soluzione diretta di problemi variazionali, ma lo considerava comune per la risoluzione di equazioni differenziali. Lo ha interpretato, usando il principio dei probabili spostamenti. Queste idee si sono dimostrate molto produttive, non solo per la meccanica strutturale, ma per la fisica matematica in generale.
Il metodo di Galërkin (o metodo di Bubnov-Galerkin) con la forma di formulazione del problema delle equazioni differenziali di Galërkin (o " debole") è noto in tutto il mondo. Al giorno d'oggi forniscono una base per algoritmi nei campi della meccanica, della termodinamica, dell'elettromagnetismo, dell'idrodinamica e molti altri.
Nel gennaio 1919, Galërkin divenne professore nel 2° Istituto Politecnico (precedentemente femminile), rimanendo insegnante di meccanica strutturale nel 1° Istituto Politecnico (a quel tempo l'Istituto Politecnico era chiamato così) del dipartimento di meccanica. Nel marzo 1920, nel dipartimento fu istituita una cattedra di meccanica strutturale e Galërkin la vinse in un concorso. Nell'estate del 1921, S.P. Belzetskiy, un famoso scienziato nel campo della meccanica strutturale e della teoria dell'elasticità, che deteneva una cattedra simile presso la facoltà di ingegneria civile, emigrò in Polonia. Galerkin partecipò a un concorso per la cattedra e all'inizio del 1922 lasciò la facoltà di meccanica per la facoltà di ingegneria civile, a lui più vicina nelle sue attività scientifiche e ingegneristiche.
Tuttavia il suo talento a quel tempo non era voluto da nessuno e poteva concentrare la sua attenzione verso i problemi scientifici. In precedenza, nel 1917-1919 Galërkin pubblicò una serie di opere su lastre rettangolari e triangolari curvate in periodici scientifici e nella "Russian Academy of Sciences Transactions". Successivamente ebbe una pausa nelle pubblicazioni, e solo nel 1922 ricominciò a pubblicare, ma solo su riviste straniere (in Unione Sovietica non c'era carta sufficiente per la letteratura scientifica).
Nel dicembre 1923 Galërkin fu eletto decano della facoltà di ingegneria civile del Politecnico. È successo in un periodo molto importante della storia dell'istituto, quando un gruppo di presidi si è dimesso dai loro incarichi, protestando contro l'intervento senza cerimonie dei cosiddetti "rappresentanti degli studenti", controllati dai sindacati e dai comitati del partito comunista, nel processo educativo. Galërkin ha dimostrato di essere un leader di talento della facoltà. Riuscì a neutralizzare "assistenti" troppo attivi, nominati contro la sua volontà, e non si affrettò a eseguire gli ordini di leader incompetenti, che in quel momento stavano conducendo infiniti esperimenti nella scuola superiore. Nel 1924-1929 Galërkin era anche professore all'Istituto di ingegneria ferroviaria e all'Università di San Pietroburgo. Nel 1924 compie il suo ultimo viaggio all'estero - ha partecipato al Congresso sulla meccanica applicata nei Paesi Bassi.
Nella primavera del 1926 Galërkin apprese che il Narkompros aveva adottato la decisione di chiudere la sezione stradale della sua facoltà. Questa decisione è stata preparata e adottata segretamente dal decano del comitato del partito comunista dell'istituto in relazione alla società sull'eliminazione delle specialità parallele. Nel frattempo, non c'erano altre facoltà nel paese, specialisti di formazione nella costruzione di ferrovie elettrificate, ferrovie urbane e metropolitane (la facoltà aveva lavorato su questo dal 1907). Galërkin è riuscito a cancellare questa decisione avventata di Mosca. Durante il periodo di Galërkin alla cattedra, fu creato il primo laboratorio della facoltà. Riuscì anche a ricevere l'approvazione governativa dell'idea di costruire altri grandi laboratori per la facoltà (l'Istituto di ricerca idrotecnica fu successivamente fondato sulla loro base).
Nel gennaio 1928 Galërkin fu nominato membro corrispondente eletto all'Accademia delle scienze dell'URSS. La sua candidatura è stata presentata dagli accademici A.F. Yoffe (Abram Ioffe), A.N. Krylov, P.P. Lazarev. Nell'ottobre del 1929 lasciò l'incarico di decano. Successivamente la facoltà di ingegneria civile è stata divisa in due parti: le sezioni idrotecnica e irrigazione sono diventate la facoltà di industria idrica e il resto è diventato una parte della facoltà di ingegneria civile; fu presto escluso dall'Istituto Politecnico e divenne l'Istituto di Ingegneria Civile e Industriale, che però non esiste più. La facoltà di industria dell'acqua divenne presto l'Istituto idrotecnico. Galërkin era professore in entrambi gli istituti.
Negli anni '20, Galerkin era già uno scienziato di fama mondiale. Era diventato un'autorità tra gli ingegneri-progettisti. È stato spesso assunto come consulente per la progettazione e la costruzione degli oggetti industriali gravi, nel nord-ovest della Russia (centrali elettriche di calore, impianti Volkhov idroelettrica, polpa e cartiera di Kondopoga e altri). È stato membro dei Consigli tecnici degli istituti di progettazione Gipromez e Giprotsvetmet, membro dei consigli accademici degli istituti di ricerca: Irrigation Institute (poi - Hydrotechnical Research Institute), Institute of Structures . Dopo la fine della costruzione della stazione idroelettrica di Dnieper, Galërkin divenne anche membro della commissione governativa.
Nel 1934, Galërkin ottenne due dottorati in tecnica e matematica e il titolo di Operaio Onorato in Scienza e Ingegneria. All'inizio del 1936 fu eletto membro dell'Accademia delle scienze dell'URSS. Divenne anche membro della più alta Commissione di certificazione nel Comitato di Stato per l'istruzione tecnica superiore, presidente del gruppo di meccanica tecnica nella sezione tecnica dell'Accademia delle scienze dell'URSS, direttore dell'Istituto di meccanica dell'Accademia delle scienze dell'URSS, presidente della società scientifica degli ingegneri civili e la sua sezione di Leningrado. Nell'aprile 1936, secondo un ordine governativo, Galërkin fu nominato presidente della Commissione governativa per l'esame del progetto iniziale di pareti con struttura in acciaio e sovrapposizioni del Palazzo dei Soviet di Mosca.
Pur avendo così tanti titoli, Galërkin rimase un professore del dipartimento di meccanica strutturale e teoria dell'elasticità presso la facoltà di idrotecnica (l'Istituto Idrotecnico fu restituito al Politecnico (a quel tempo - Istituto industriale) come facoltà nel 1934). Per lo più ha insegnato il corso della teoria dell'elasticità, che era molto difficile per gli studenti di quel tempo, che avevano una formazione molto debole in matematica. Gli studenti stavano visitando le sue lezioni per guardare il "vero accademico", ma lui li deluse. Era basso, gracile, aveva una voce debole. La sua immagine non corrispondeva allo status di scienziato serio con grande autorità, ricevuto dal governo. Un tempo l'accademico fu persino tirato fuori da un tram da altri passeggeri benestanti, e dopo questo "incidente" l'amministrazione dell'Istituto chiese alle autorità un'auto.

### Tempi di guerra e morte
Galërkin indossò l'uniforme dei generali nel 1939, quando la VITU della Marina (precedentemente nota come Accademia di Ingegneria Nikolaevsky, ora Università tecnica di ingegneria militare), fu ripristinata sulla base dell'Istituto di ingegneria civile e industriale come capo del suo dipartimento di meccanica strutturale e l'accademico divenne tenente generale. Galërkin non era mai stato nell'esercito prima, ma doveva indossare l'uniforme dei generali. Era timido e quando qualcuno lo salutava si spaventò e agitò le mani.
Nell'estate del 1941, dopo l'inizio della guerra, il governo della città creò la Commissione per la costruzione degli impianti difensivi. Alcuni accademici e eminenti scienziati divennero membri (quasi tutti provenivano dal Politecnico), ma solo Galërkin era coinvolto nell'ingegneria delle costruzioni. Praticamente è diventato il supervisore dei lavori per la Commissione. Allo stesso tempo Galërkin era il capo del gruppo di esperti del dipartimento di ingegneria della difesa della città.
Successivamente fu mandato a Mosca, dove entrò a far parte della commissione di ingegneria militare dell'Accademia delle scienze dell'URSS. Il duro lavoro senza sosta stava minando la salute dello scienziato. Non molto tempo dopo la Grande Vittoria, il 12 luglio 1945 Galërkin morì a Mosca.

## Contributi matematici
Il nome di Galërkin è legato al metodo degli elementi finiti, che è un modo per risolvere numericamente le equazioni alle derivate parziali
I metodi di Galërkin includono:
- Il metodo di Galerkin - Un metodo per approssimare la soluzione a un problema in forma debole, il più noto nel metodo degli elementi finiti.
- Il metodo Petrov – Galerkin
- Lo snellimento del metodo Petrov – Galerkin (SUPG) controvento
- Il metodo Discontinuo di Galerkin